# Oś napędowa

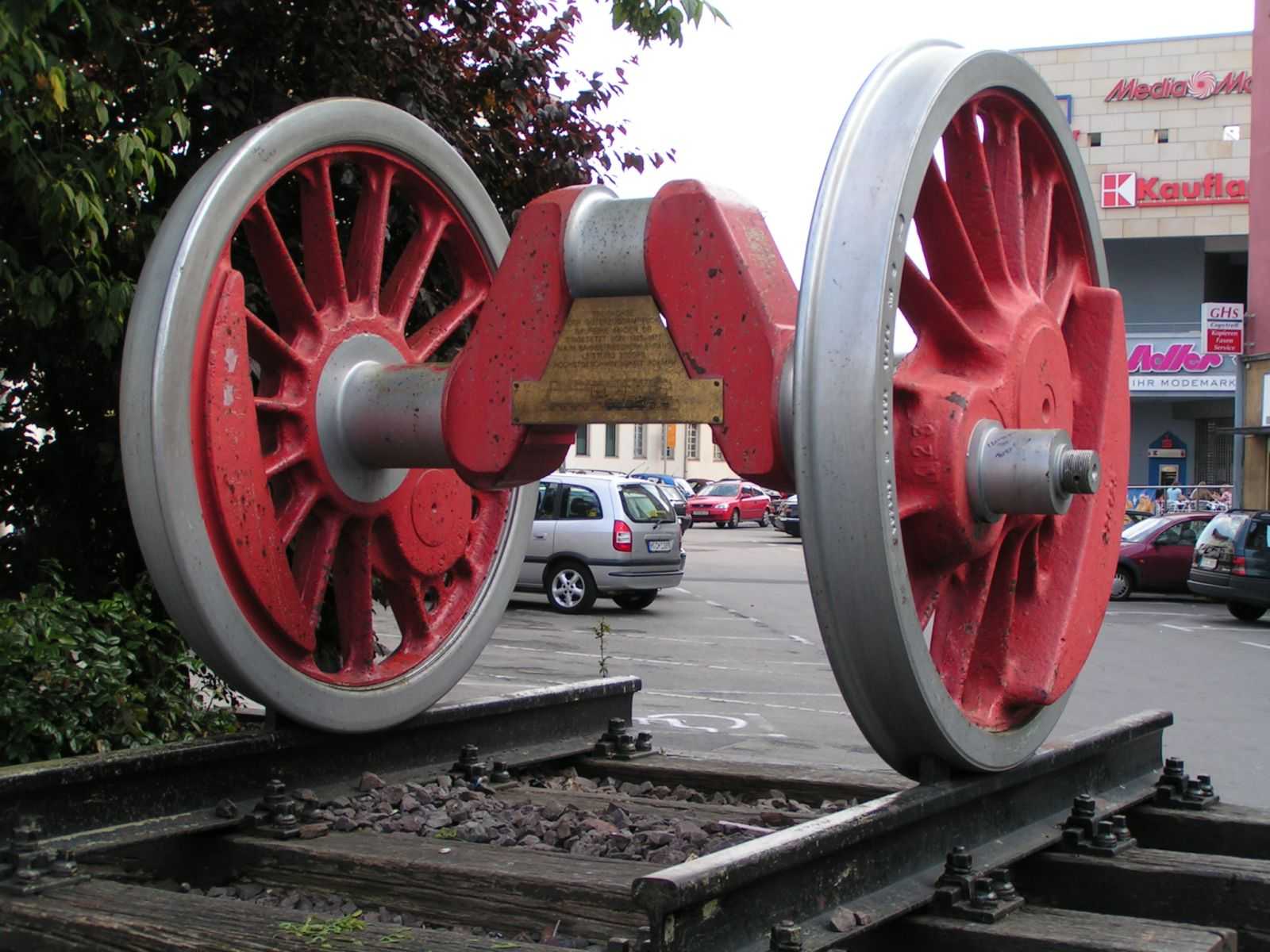
oś napędowa parowozu

Oś napędowa (oś napędzana) jest to oś pojazdu na którą przekazywany jest moment obrotowy z silnika, zwykle za pośrednictwem przekładni.
W taborze kolejowym osiami napędzanymi (napędnymi) nazywa się zarówno osie sprzężone z silnikiem, jak i osie dowiązane, połączone wiązarami z osią silnikową.